# Майалл II
Майалл II (Mayall II,M31 G1), также известное как Скопление Андромеды, является шаровым скоплением в галактике Андромеды.
Оно расположено в 130 тыс. световых лет (40 кпк) от галактического центра Андромеды, и является ярчайшим (по абсолютной звёздной величине) шаровым скоплением в Местной группе, имея видимый блеск 13,8. G1 вдвое массивнее Омеги Центавра и, возможно, содержит в своём центре чёрную дыру промежуточной массы (~ 2⋅104 М⊙).
Впервые оно было определено в качестве возможного шарового скопления Майаллом и Эггеном в 1953 году с использованием 48-дюймовых паломарских пластин, отснятых в 1948 году.
Из-за широкого распространения металлов, указывающего на несколько поколений звёзд и большой период звездообразования, многие полагают, что Майалл II не является классическим шаровым скоплением, а представляет собой галактический центр карликовой галактики, поглощённой галактикой Андромеды.